# Ri Pyong-chol
Ri Pyong-chol (Corea del Nord, 1948) è un generale e politico nordcoreano. Consigliere molto vicino a Kim Jong-un, è un parente di sua moglie di Ri Sol-ju. Attualmente è un direttore del Comitato centrale del Partito del Lavoro di Corea, vice-direttore del dipartimento di organizzazione e guida e membro della Commissione per gli Affari di Stato.

## Biografia
L'esperienza militare e di partito di Ri lo rende un importante consigliere agli occhi di Kim Jong-un, specialmente durante le crisi. È un membro alternato dell'ufficio politico del Partito del Lavoro di Corea e un deputato dell'Assemblea popolare suprema. Ha servito nella Forza aerea della Repubblica Popolare Democratica di Corea fino al 2014 quando è divenuto un importante ufficiale di partito.
Nel dicembre 2017, il dipartimento del tesoro statunitense ha emanato delle sanzioni contro Ri, bloccandolo "da qualsiasi proprietà o interesse nella giurisdizione statunitense e proibendogli di avere transazioni con i cittadini statunitensi".
Nel tardo 2019, è stato nominato direttore di un dipartimento del comitato centrale del partito, presumibilmente il dipartimento delle munizioni dell'industria, del quale precedentemente era stato vice-direttore.
Il 23 maggio 2020, è divenuto vicepresidente della Commissione militare centrale del Partito del Lavoro di Corea.
Il 13 agosto 2020 è divenuto membro del presidium del Partito del Lavoro di Corea.
Il 5 ottobre 2020, è stato promosso a Maresciallo dell'Armata del popolo coreano.